# Lukáš Bernard Schneider
Lukáš Bernard Schneider (18. října 1717 České Budějovice – 30. dubna 1782 České Budějovice) byl českobudějovický měšťan, mistr pekařský a místní kronikář. V Českých Budějovicích je po něm pojmenována ulice.

## Život
Byl synem českobudějovického pekaře Antona Schneidera a jeho ženy Anny; po otci zdědil dům a pekařství v Krajinské ulici č. 3 (č. p. 17). Byl pochován v dominikánském klášteře; v křížové chodbě je jeho náhrobní kámen.

## Kronika
Jeho otec začal psát kroniku a L. B. Schneider v tom pokračoval. Nejdříve napsal Register der Merckwürdigsten Begebenheiten so alhier in der Königl. Bergstatt Böhmisch Budweis von anno sibenzehen Hundert und sibenzehenten Jahr bis zu jetziger Zeit zugetragen (zkráceně volně přeloženo: Záznam událostí v královském horním městě České Budějovice od roku 1717 do současnosti); v tomto díle popisoval události, které sám osobně zažil, spis ukončil v roce 1749. Potom napsal obsáhlé dílo Kurtze Beschreibung von Ursprung und Anfang der Königlichen befreyten Bergstadt Böhmisch Budweis, ...und endlich wass sich zu verschiedenen Zeiten daselbst Denkwürdiges zugetragen und ereignet (volně přeloženo: Stručný popis vzniku a počátku královského svobodného horního města České Budějovice, ... a nakonec, jaké nezapomenutelné věci se tam staly v různých dobách).
Kronika je psána německy a částečně latinsky. Význam kroniky je mj. i v tom, že upozorňuje na některé starší, dnes nezvěstné kroniky, které opsal nebo ze kterých převzal fakta. Kronika je napsaná ručně (ve dvou vyhotoveních) – nikdy nevyšla tiskem, publikovány byly jen úryvky.